# 13024 Conradferdinand
13024 Conradferdinand eller 1989 AJ6 är en asteroid i huvudbältet som upptäcktes den 11 januari 1989 av den tyske astronomen Freimut Börngen vid Tautenburg-observatoriet. Den är uppkallad efter författaren Conrad Ferdinand Meyer.
Den tillhör asteroidgruppen Vesta.